# Беровци
Беровци (мкд. Беровци) су насеље у Северној Македонији, у јужном делу државе. Беровци припадају општини Прилеп.

## Географија
Насеље Беровци је смештено у јужном делу Северне Македоније. Од најближег већег града, Прилепа, насеље је удаљено 10 km југозападно.
Беровци се налазе у источном делу Пелагоније, највеће висоравни Северне Македоније. Источно од села издиже се Селечка планина. надморска висина насеља је приближно 630 метара.
Клима у насељу је континентална.

## Становништво
По попису становништва из 2002. године, Беровци су имали 334 становника.
Претежно становништво у насељу су етнички Македонци (99%).
Већинска вероисповест у насељу је православље.